# Futurama: The Beast with a Billion Backs
Futurama: The Beast with a Billion Backs (br.:Futurama: A besta de um bilhão de traseiros) é um filme de animação de 2008 de longa-metragem dirigido por Peter Avanzino. Esse é o segundo dos quatro filmes até o momento lançados diretamente em DVD, baseados na série de TV Futurama. O filme foi precedido por Futurama: Bender's Big Score e na sequência foi lançado Futurama: Bender's Game.

## Sinopse
A história começa com um evento cósmico, o surgimento de uma rasgadura no espaço que provavelmente seria uma passagem para outro universo. Muitas pessoas da Terra acham que é um sinal do fim-do-mundo e tomam decisões que mudam suas vidas: Amy e Kif decidem se casar,  Fry começa a namorar com uma garota chamada Colleen. O robô Bender percebe que Fry não tem muito mais tempo para ele e acaba sendo recrutado pelo seu ídolo da TV, Calculon, para uma liga secreta de robôs cujo lema é matar todos os humanos, mas o qual os membros atuais não parecem muito dispostos a seguirem à risca. Fry decide se mudar para o apartamento da garota, mas  se desilude com ela, pois no local já moravam mais quatro homens que também se diziam seus namorados. O Professor Farnsworth e seu arquirrival  Dr.Wernstrom descobrem que a radiação emitida pela rasgadura é mortal para os robôs e aparelhos elétricos mas não faz nada com os seres humanos. O governo da Terra resolve enviar uma expedição militar comandada por Zapp Brannigan para destruir a rachadura. Fry, que está deprimido por ter deixado a garota, vai clandestinamente na nave militar. Ele entra através da rachadura e faz contato com um alienígena que domina aquele universo: um gigantesco polvo com um bilhão de tentáculos chamado Yivo. Esse contato faz com que os dois solitários resolvam invadir à Terra e Yivo coloca seus tentáculos em toda a humanidade, fazendo com que os dominados sintam um amor religioso por ele. Fry volta com um tentáculo em seu pescoço e se autodenomina Papa do Amor, tentando convencer a todos se entregarem à nova religião. A humanidade aos poucos vai sendo dominada dessa forma, menos a ciclope Leela, que tenta resistir ao poder do alienígena e desmascarar aquilo que acha que é uma grande farsa. Ela analisa um fragmento do tentáculo e descobre que eles são órgãos reprodutivos. Yivo admite que o acasalamento com todos no universo era sua intenção original, mas explica que passou a amar verdadeiramente a todos. Como sinal de boa fé, Yivo ressuscita Kif, que fica descontente ao saber que Zapp atraiu Amy para dormir com ele. Yivo pede para iniciar a relação de novo. Depois que Leela conseguiu tirar todos os tentáculos dos pescoços de todas as pessoas de Nova York, entre elas o Fry, diversos personagens importantes de Nova York, entraram na fenda que interligava os dois universos, conversaram com o alienígena Yivo. O grande polvo deu um anel gigante para Fry para sinalizar e abrir portais para seu universo, com o objetivo de lá viver. Bender não gosta do que estava acontecendo e pede para o Robô Diabo e seus robôs infernais construírem uma grande embarcação pirata, tencionando destruir Yivo e trazer todos os humanos de volta para a Terra. Fry queria ficar com Yivo mas ele não concordou. Yivo acabou ficando com Colleen e Fry voltou para a Terra.

## Dubladores e personagens principais
| Dublador         | Personagem                                                     |
| ---------------- | -------------------------------------------------------------- |
| Billy West       | Philip J. Fry Professor Farnsworth Dr. Zoidberg Zapp Brannigan |
| Katey Sagal      | Turanga Leela                                                  |
| John DiMaggio    | Bender                                                         |
| Tress MacNeille  | vozes complementares                                           |
| Maurice LaMarche | Kif Kroker Calculon Hedonismbot                                |
| Phil LaMarr      | Hermes Conrad                                                  |
| Lauren Tom       | Amy Wong                                                       |
| David Herman     | Dr. Wernstrom                                                  |
| Dan Castellaneta | Robô Diabo                                                     |
| David Cross      | Yivo                                                           |
| Stephen Hawking  | Ele mesmo                                                      |
| Brittany Murphy  | Colleen                                                        |